# Le Courrier de Varsovie
Ne pas confondre avec Jan Nowak-Jeziorański, célèbre Courrier de Varsovie pendant la Seconde Guerre mondiale ayant écrit un livre sous ce titre.

Le Courrier de Varsovie est un périodique francophone hebdomadaire créé dans les années 1990 à l'initiative de plusieurs journalistes français et polonais à Varsovie, notamment Jan Krauze, longtemps correspondant du journal Le Monde dans la capitale polonaise et Michel Viatteau, qui a travaillé pour l'AFP. Il a disparu en 2003 après quelques années de parution.

## Renaissances:Le Courrier de Pologne

En 2010, un groupe d'étudiants de l'Université de Strasbourg tente de relancer l'expérience sous le nom de Courrier de Pologne sous une forme imprimée à un rythme bimestriel. 
En 2014, l'expérience est poursuivie avec ce même titre sous forme de média exclusivement en ligne, avec le soutien notamment du Centre de civilisation française et d'études francophones rattaché à l'Université de Varsovie, de l'Association des Polonais des Grandes Écoles françaises (APGEF), du Club France en Pologne et du magazine polonais pour terminaux mobiles W Punkt.